# Микаел Борхес
Микаел Борхес известен като Микаел (роден на 12 декември 1988 г.) е бразилски актьор.

## Кариера
той придоби известност, като участваше във филма „Градът на Бога“ от Фернандо Майрелес и Катия Лунд от 2002 г. участва и в някои теленовели като „Каминьос до Корасао“ през от 2007 г. и „Малхасао“ през 2009 г. Микаел печели слава през от 2011 г. в теленовелата „Rebelde Brasil“, през от 2018 г. действа в теленовата „Сто години сън“ .

## Избрана филмография
2001 – „Копакабана“ (Copacabana)
2002 – „Градът на Бога“ (Cidade de Deus)
2003 – „Веселите комади" (As Alegres Comadres)
2004 – „Братя на вярата" (Irmãos de Fé)
2011 – „Река Бунтовник" (Rebelde Rio)
2014 – „Немски" (Alemão)
2018 – „Сто години сън" (O Tempo Não Para)